# 過超
| ウィキペディアには「過超」という見出しの百科事典記事はありません（タイトルに「過超」を含むページの一覧/「過超」で始まるページの一覧）。 代わりにウィクショナリーのページ「超過」が役に立つかもしれません。 |